# Nikita Gerassimowitsch Lasarew
Nikita Gerassimowitsch Lasarew (russisch Никита Герасимович Лазарев; * 1866 in Moskau; † 1932 ebenda) war ein russischer Architekt und Bauunternehmer.

## Leben
Lasarew war ein Nachkomme Iwan Lasarewitsch Lasarews, der das Lasarew-Institut für Orientalische Sprachen gestiftet hatte. Nach dem Studium am St. Petersburger Institut für Bauingenieure wurde er ein erfolgreicher Bauunternehmer und errichtet eigene Mietshäuser. Seine erste bedeutende Arbeit war das Jetschkina-Hotel und spätere -Mietshaus am Moskauer Arbat 23 (1902–1903) im Stil der auf dem Jugendstil basierenden Moskauer Moderne. Darauf folgten weitere Bauten in den Moskauer Prestigevierteln. Der Familienfreund Igor Emmanuilowitsch Grabar betrachtete dies als Beginn eines neuen Zeitalters am Arbat und der Pretschistenka.
Nachdem Lasarew bereits mehrere Aufträge der Textilunternehmerfamilie Mindowski ausgeführt hatte, baute er 1906 im Auftrag der Moskauer Handels- und Bau-Aktiengesellschaft Jacob Recks das Haus am Pretschistenski Pereulok 6/1, das dann Nikolai Iwanowitsch Mindowski kaufte. Das Haus war eines der ersten und klarsten Beispiele des Neoklassizismus in Moskau und Vorläufer der Bauten Iwan Alexandrowitsch Fomins und Wladimir Alexejewitsch Schtschukos in St. Petersburg. Das in Boris Leonidowitsch Pasternaks Roman Doktor Schiwago geschilderte Duell soll hier stattgefunden haben. In diesem Haus befand sich 1927–1938 die österreichische Botschaft, worauf es als Gästehaus für Diplomaten benutzt wurde. Im August 1939 wohnte hier Joachim von Ribbentrop und im Oktober 1944 Winston Churchill. Seit 1955 ist es wieder die österreichische Botschaft.
Lasarew war Mitglied der Moskauer Automobil-Gesellschaft und des Kunst-und-Literatur-Kreises um Waleri Jakowlewitsch Brjussow und Fjodor Ossipowitsch Schechtel. Lasarews Sohn war der Kunstwissenschaftler Wiktor Lasarew. Lasarews Nichte heiratete Iwan Wladislawowitsch Scholtowski. Auch war Lasarew mit Wassily Kandinsky verwandt.
Nach der Oktoberrevolution blieb Lasarew in Moskau, gab sein Geschäft auf und baute auch nicht mehr.

## Werke

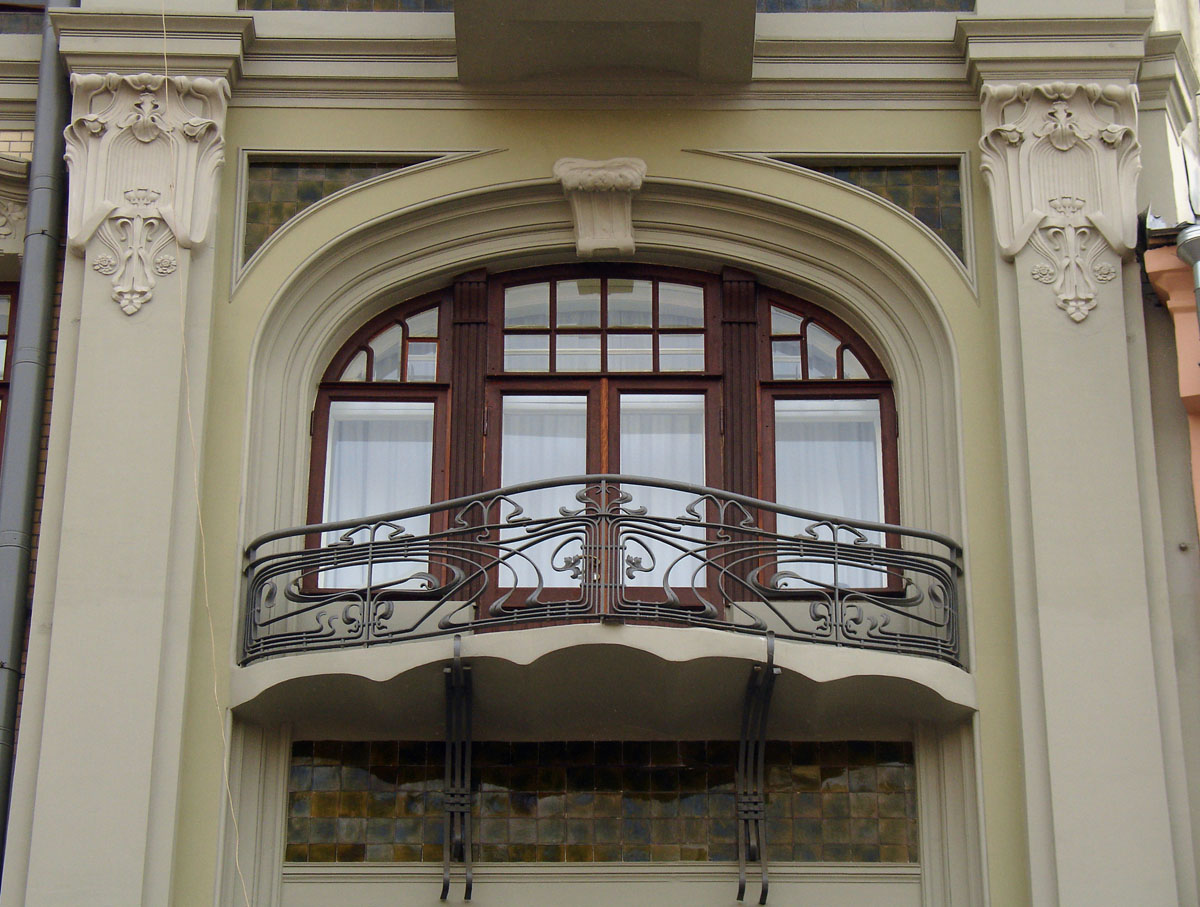
Jetschkina-Haus, Arbat 23, Moskau (1902–1903)
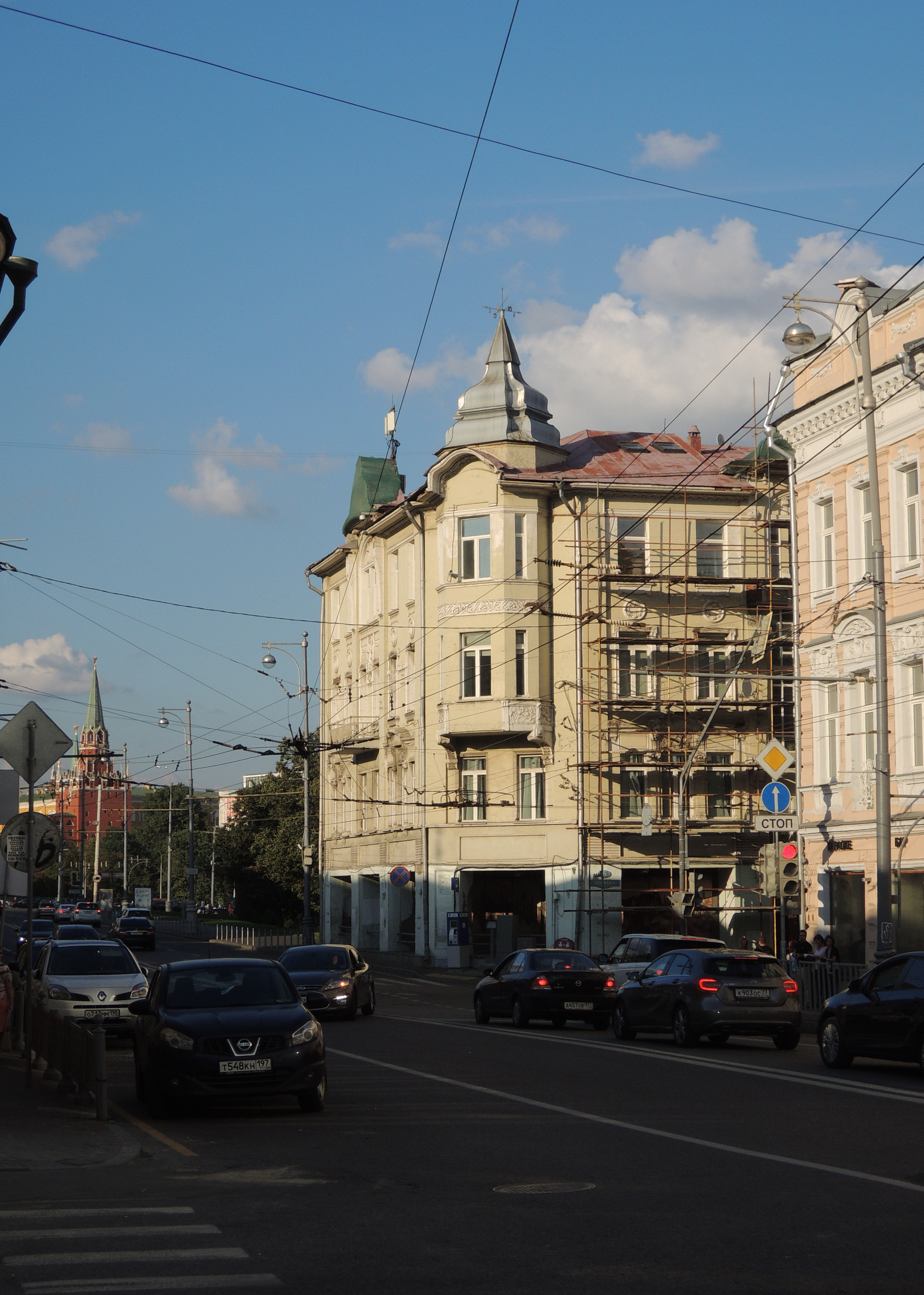
Lobatschow-Mietshaus, Uliza Wolchonka 7, Moskau (1904)
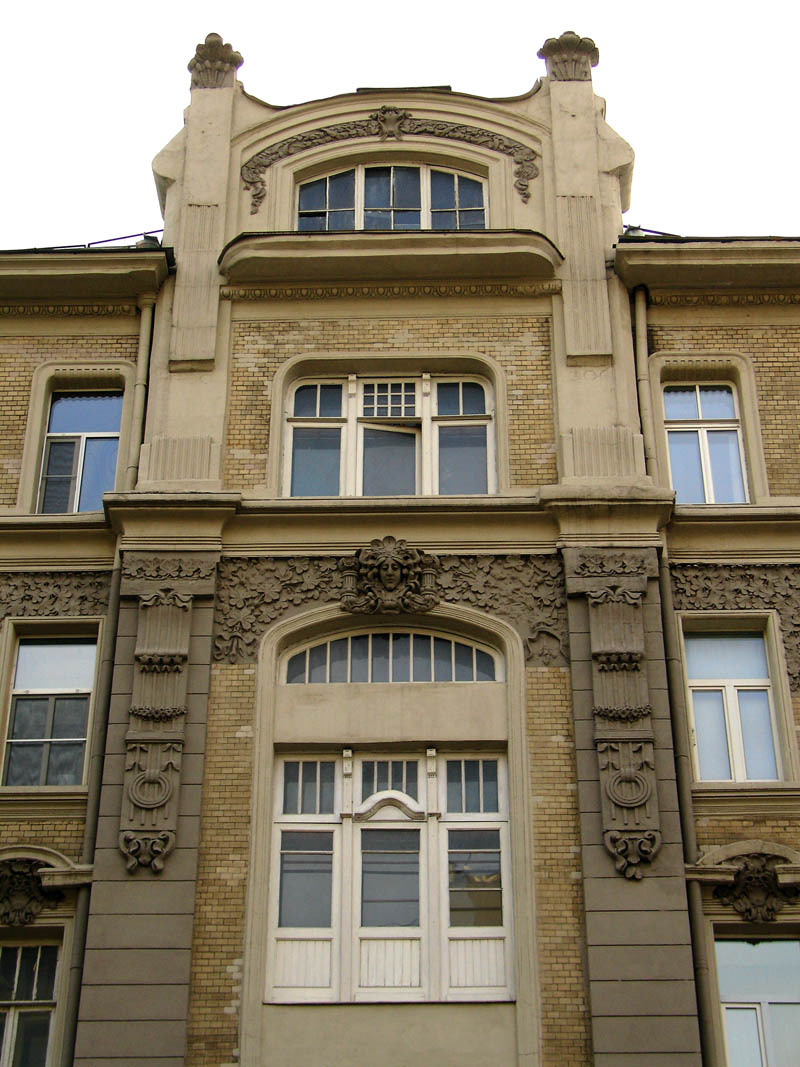
J.-M.-Tolstoi-Hotel, Arbat 29, Moskau (1904–1906)
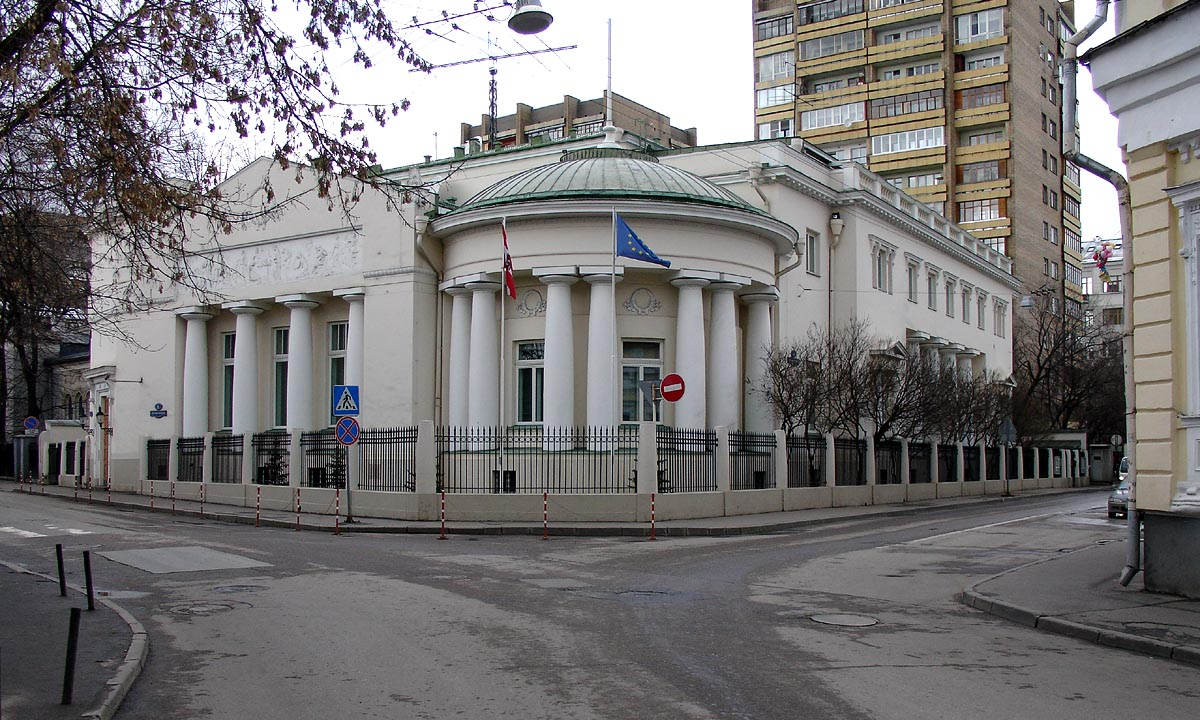
N.-I.-Mindowski-Haus,  Pretschistenski Pereulok 6/1, Moskau (1906)
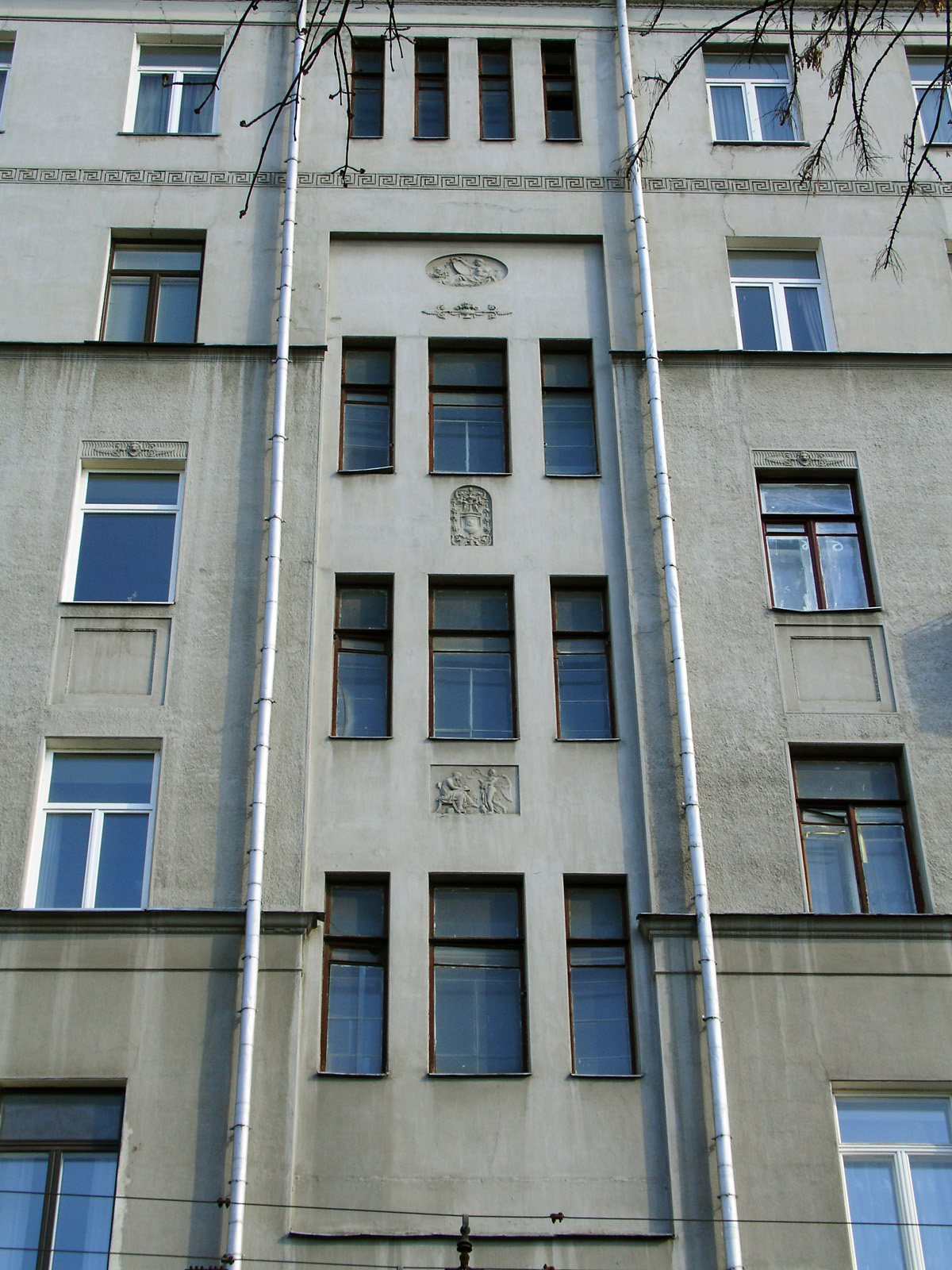
N.-P.-Lamanowa-Mietshaus, Twerskoi Bulwar 10, Moskau (1908)
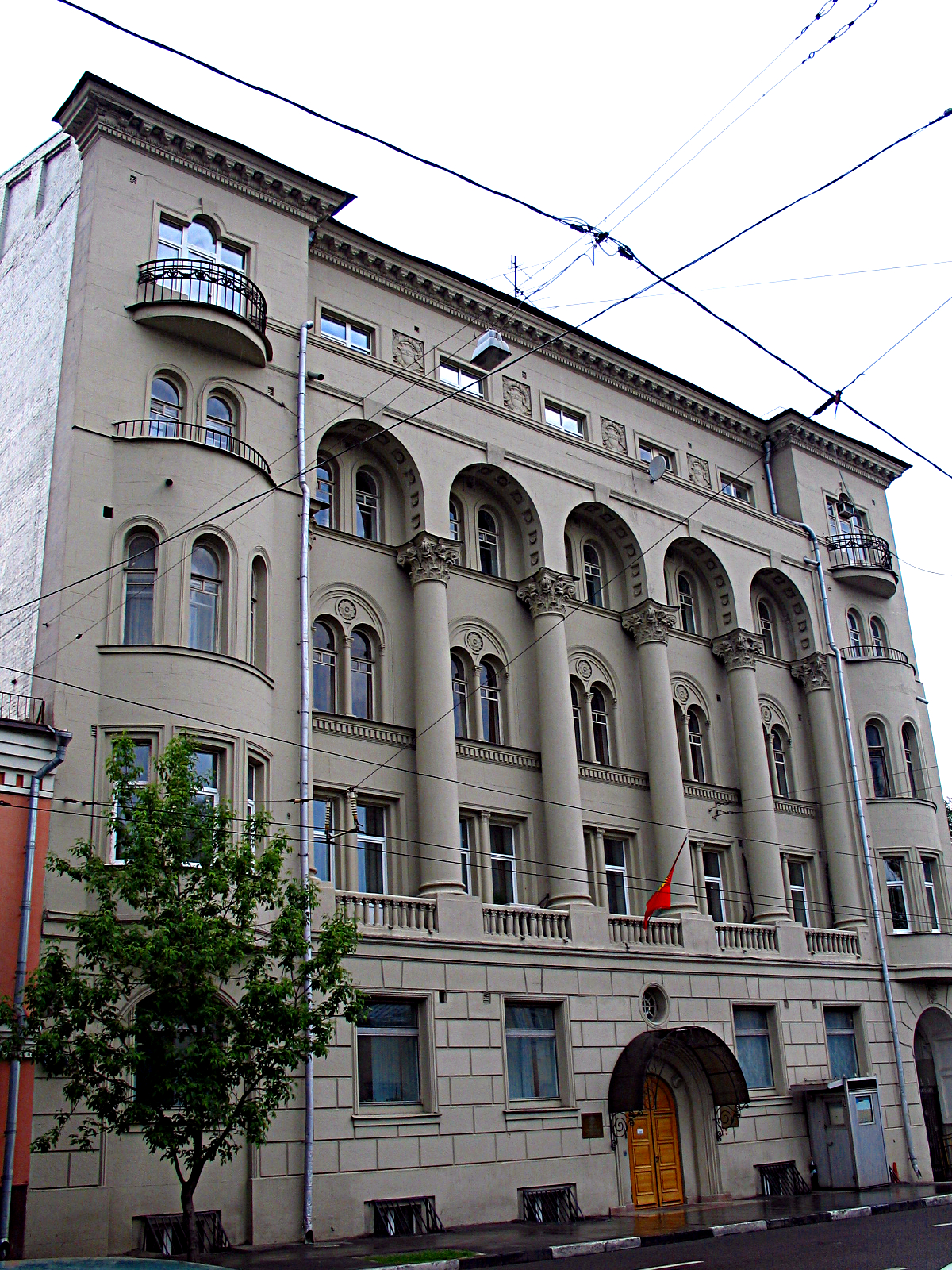
N.-D.-Ischboldin-Mietshaus, Uliza Bolschaja Ordynka 64, Moskau (1911, jetzt kirgisische Botschaft)